# POs-Ca
POs-Ca（ポスカ）は江崎グリコが研究開発した高水溶性のカルシウム素材（リン酸化オリゴ糖カルシウム）であり、それを配合した特定保健用食品（ガム）の名前。

## 調製
澱粉はその組成にリン酸エステル結合を含んでいることが知られており、中でも馬鈴薯のその含量は高いことが知られていた。この馬鈴薯澱粉中のリン酸エステル基に注目し、澱粉の加水分解物から全く新しいオリゴ糖、すなわちリン酸化オリゴ糖を調製した。
現在、リン酸化オリゴ糖はカルシウム塩（Phosphoryl Oligosaccharides of Calcium)として、北海道の馬鈴薯澱粉より調製されており、未利用資源の高度利用として注目されている。2008年の洞爺湖サミットでも紹介された。

## 特性
このPOs-Caはカルシウム源としての利用性の高さだけでなく、う蝕原性細菌であるミュータンスレンサ球菌の栄養源にならず、ショ糖の発酵によるプラーク内のpH低下を緩衝作用によって抑制する特徴を有している。
また、POs-Caはショ糖およびミュータンスレンサ球菌の存在下でも人工プラーク（非水溶性グルカン）量およびエナメル質の脱灰を抑制させる効果を有しており、初期むし歯（隠れむし歯）の高い再石灰化効果を有していることが知られており、ガム食品など広く利用されている。口内環境に着目し、ガムに配合されたPOs-Caが唾液中に溶解して、カルシウムイオン（Ca）を上昇させ、歯の組成であるハイドロキシアパタイト結晶の比率（Ca/P=1.67）に近づけるという独自の商品設計で特定保健用食品「ポスカム」が開発された。本来、唾液にはリン酸（P）が豊富に含まれており、不足しているカルシウムイオンを増やすという合理的で効果的な商品設計を行って特定保健用食品の許可を受けた。
さらに、ポスカ配合ガムを噛むと溶けたカルシウムイオンが唾液中に増強され、再石灰化が促進されるだけでなく、ポスカのカルシウムは健全な歯と同じハイドロキシアパタイト結晶としてエナメル質に取り込まれることが播磨にある世界最高性能の放射光施設SPring-8で科学的に実証されている。本研究成果は2010年度の「ひょうごSPring-8賞」に輝いた。食品でのSPring-8の利用実績も珍しいが、受賞は初めてである。

## 製品
江崎グリコから「POsCAM（ポスカム）」「POs-CA（ポスカ）」「POs-Ca F（ポスカ・エフ）」が、大正製薬から「デントウェル ポスカ」が製品化されている。

## 脚註
1. ↑  Hizukuri, S., In Carbohydrates in Food (A.C. Eliasson, ed.), pp 375-379, 1996,　New York, Marcel Dekker, Inc.
2. ↑  Kamasaka, H., et al., Biosci. Biotech. Biochem. 59, 1412-1416.,1995.
3. ↑  田中美由紀ら, 日本歯科保存学雑, 52, 534-541, 2009.
4. ↑  Tanaka T.,et al., Caries Res.44, 253-259, 2010.
5. ↑  『江崎グリコが開発したポスカを配合した特定保健用食品ガム「デントウェル ポスカ」新発売』（プレスリリース）大正製薬株式会社、2009年11月9日。2017年6月27日閲覧。